# Ydes
Ydes är en kommun i departementet Cantal i regionen Auvergne-Rhône-Alpes i mitten av Frankrike. Kommunen ligger  i kantonen Saignes som ligger i arrondissementet Mauriac. År 2022 hade Ydes 1 633 invånare.

## Befolkningsutveckling
Antalet invånare i kommunen Ydes
Referens:INSEE